# محمد دارمی
 محمد دارمی نام کامل وی ( أبو محمد عبد الله بن عبد الرحمن بن برهام الدارمی السمرقندی) (۱۸۱ _ ۲۵۵ هجری) معروف به  امام محمد الدارمی، نویسندهٔ کتاب سنن دارمی است. وی در شهر سمرقند متولد شد، او در طلب علم در طول وعرض البلاد عرصه زد، ابتداء از: خراسان، عراق، بصره، واسط، کوفه و غیره از بلاد مسلمین سفر کرد. تألیف او راجع به حدیث موسوم به  مسند  است. وی بعد از نماز عصر (یوم الترویه) روز هشتم ماه ذوالحجة سال ۲۵۵ هجری قمری در سن ۷۵ سالگی در گذشت.